# Sebastian Haug

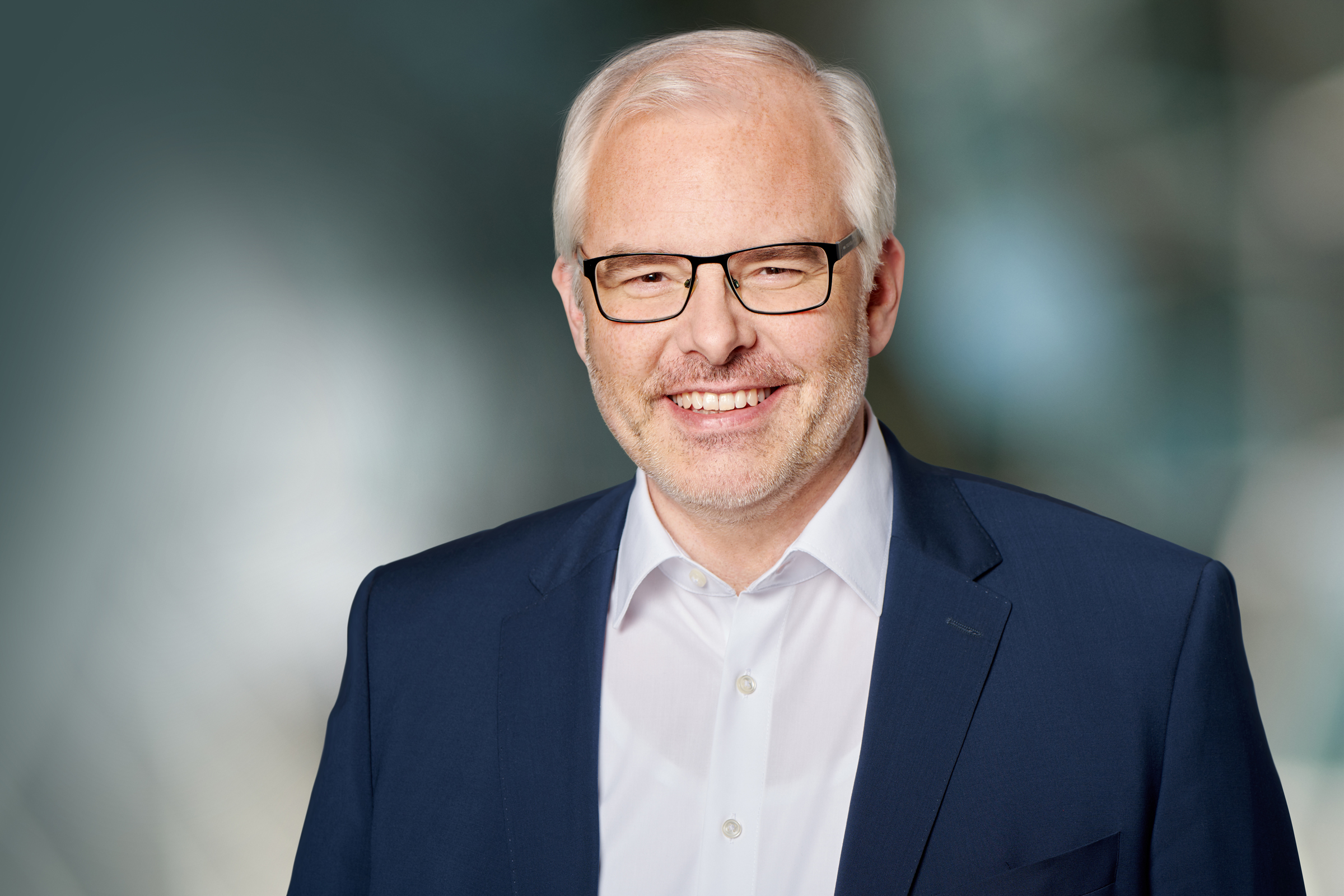
Sebastian Haug (2022)

Sebastian Haug (* 20. September 1974 in Haan) ist ein deutscher Politiker (CDU). Bei der Landtagswahl in Nordrhein-Westfalen 2022 erhielt er ein Abgeordnetenmandat im Landtag von Nordrhein-Westfalen.

## Leben
Sebastian Haug wurde 1974 als Sohn des ehemaligen Solinger Oberbürgermeisters Franz Haug in Haan geboren, 1994 legte er seine Abiturprüfung am Solinger Humboldtgymnasium ab. Er studierte zunächst Geschichte, Anglistik und Germanistik an der Bergischen Universität Wuppertal und wechselte dann zu einem Jura-Studium an die Universitäten Passau und später Bonn. Nach dem zweiten Staatsexamen ließ er sich als Anwalt, seit 2014 auch Fachanwalt für Miet- und Wohneigentumsrecht, in Solingen nieder.
Gesellschaftlich engagiert er sich im Bereich Kunst und Kultur, so ist er seit 2022 Mitglied im Kuratorium der Stiftung Botanischer Garten Solingen e. V., die sich für den Erhalt des Gartens einsetzt und diverse Veranstaltungen anbietet. Ebenfalls ist er Mitglied im Kuratorium der Eugen-Otto-Butz-Stiftung, die sich für die Verbesserung der Sicherheit im Straßenverkehr einsetzt. Seit 2015 ist er Mitglied im Vorstand der Verkehrswacht Solingen e. V.

## Partei und Politik
Seit 2015 ist Sebastian Haug Vorsitzender im CDU-Kreisverband Solingen. Er gehörte von 2004 bis 2009 der Bezirksvertretung von Gräfrath und gehört seit 2009 dem Rat der Stadt Solingen an. Seit 2010 ist er Mitglied im Fraktionsvorstand der CDU-Ratsfraktion Solingen. Er erhielt 2022 ein Direktmandat im Landtagswahlkreis Solingen I. Zudem ist er stellvertretender Vorsitzender des Aufsichtsrates der Zentrum für verfolgte Künste GmbH (2015 – heute) und Mitglied des Verwaltungsrats der Stadt-Sparkasse Solingen.